# Melaphyr

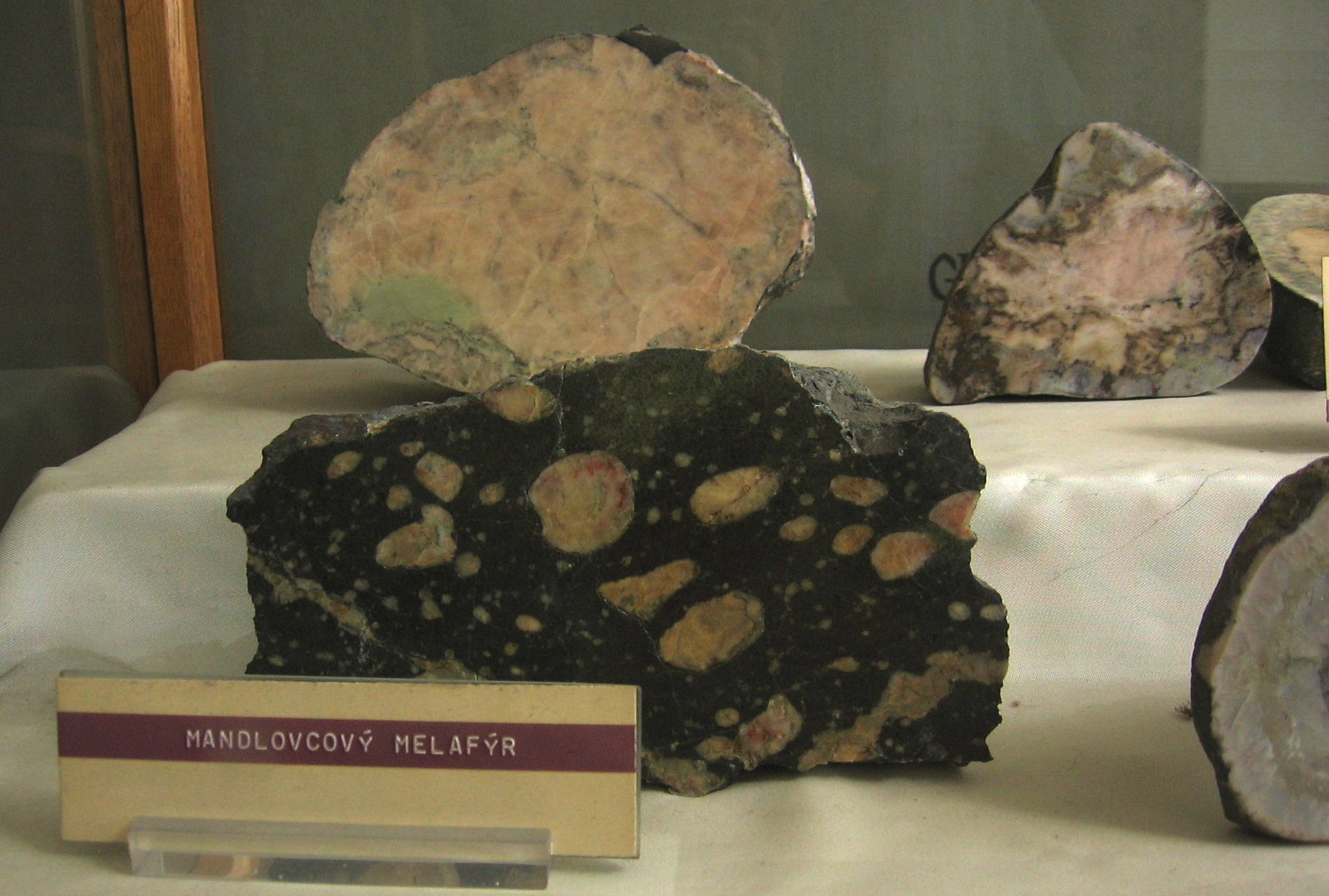
Melaphyr-Mandelstein

Als Melaphyr bezeichnete man im deutschen Sprachgebrauch ein feinkörniges Gestein, zum Teil auch mit porphyrischem Gefüge. Der Name leitet sich aus griechisch µέλας mélas für „dunkel“ und φύρω phìro für „vermengt, gemischt“ ab.

## Gesteinsbeschreibung
Melaphyre weisen wie Basalte und Andesite meist einen dunklen Farbton auf, dennoch sind manche durch Hämatit rötlich gefärbt. Sie besitzen zum Teil ein porphyrisches Gefüge. Häufig weisen sie große Hohlräume auf, die teilweise oder komplett mit Sekundärmineralien ausgefüllt sind („Mandelsteine“). Der Stein wird heute fast ausschließlich zur Herstellung von Pflastersteinen verwendet. Früher waren die Mandeln im Melaphyr der Nahe-Gegend (Idar-Oberstein) ein wichtiger Lieferant von Achat. Diese Vorkommen sind jedoch weitgehend erschöpft.

## Name
Der auf Paläo-Vulkanite angewandte Begriff Melaphyr ist im deutschen Sprachgebrauch auf die heutige gültige Bezeichnung Basalte beschränkt, die ein permisches Alter haben. Im internationalen Sprachgebrauch wird Melaphyr jedoch auch auf Basalte nicht-permischen Alters angewendet. Heutzutage ist der Begriff Melaphyr nur noch in der Kombination Melaphyr-Mandelstein üblich, ansonsten ist Melaphyr in Deutschland kaum mehr im Gebrauch.